# Севільський собор
Севі́льський собо́р (ісп. Catedral de Sevilla), або  Катедральний собор святої Марії — католицький катедральний собор в Іспанії, в місті Севілья. Головний храм Севільської архідіоцезії. Один із найбільших у Західній Європі.

## Історія
У XV столітті Севілья залишалася багатим і великим містом Іспанії, до того ж — єдиним значним річковим портом. Католицька церква вирішує побудувати в місті новий собор, надзвичайний за розмірами та такий, щоби перевищував велетенську міську мечеть, збудовану ще арабами. Декан церкви наголосив: «Ми будуємо такий велетенський храм, що наступні покоління казатимуть, що ми були божевільні».
Мечеть зруйнували, а на її місці розпочали будівництво.

### Проєкт та будівництво

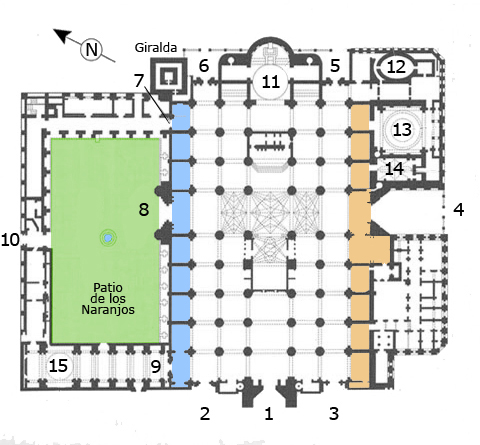
План собору.

Проєктування та перший етап будівництва припали на перехідну добу від пізньої іспанської готики до місцевого варіанту ренесансу. Але ідеї та форми європейського Відродження доходили до Іспанії з запізненням. Тому звернулися не до зразків ренесансної архітектури Італії, а до звичних для Іспанії зразків готичних соборів. Уява про величне та значуще в архітектурі ще цілком пов'язувалась з готикою.
Автор первісного проекту собору невідомий. За проектом собор цілком покривав площу колишньої мечеті. І мав не три нави, як це звично в іспанських готичних соборах, а п'ять. Мусульманський дворик для омовінь перетворили на відкритий двір нового собору (тепер Помаранчевий дворик). Міхраб колишньої мечеті перебудували в каплицю Антигуа, а величний мінарет Хіральду зробили дзвіницею. Дотримувались стилістики готики в її кастильському варіанті, тому використали готичну вікно-троянду, готичні склепіння, вітражі, скульптури на порталах. Але почалися відступи та розбіжності, що перетворювали споруду на унікальну і незвичну навіть для Іспанії.

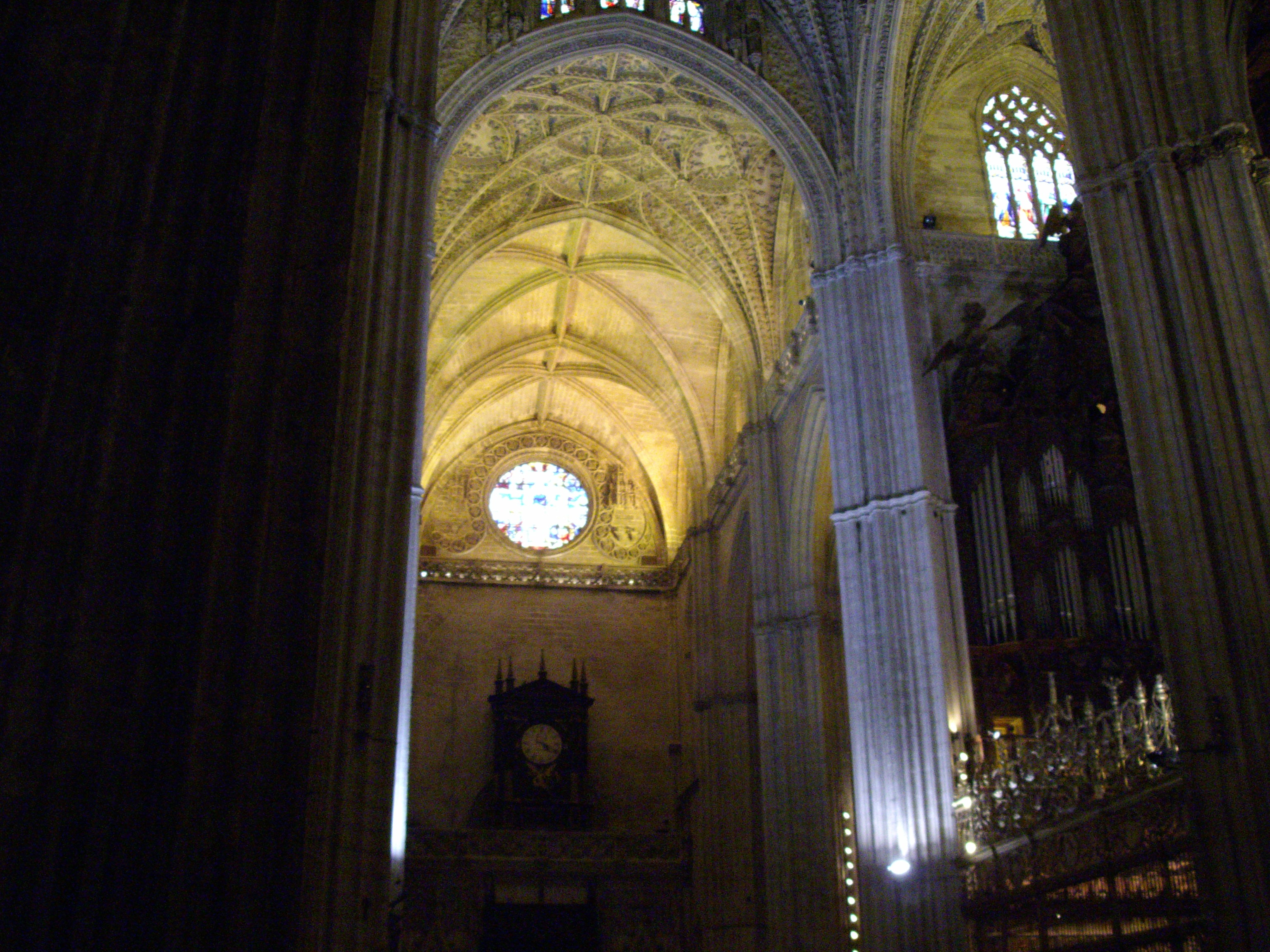
Інтер'єр собору
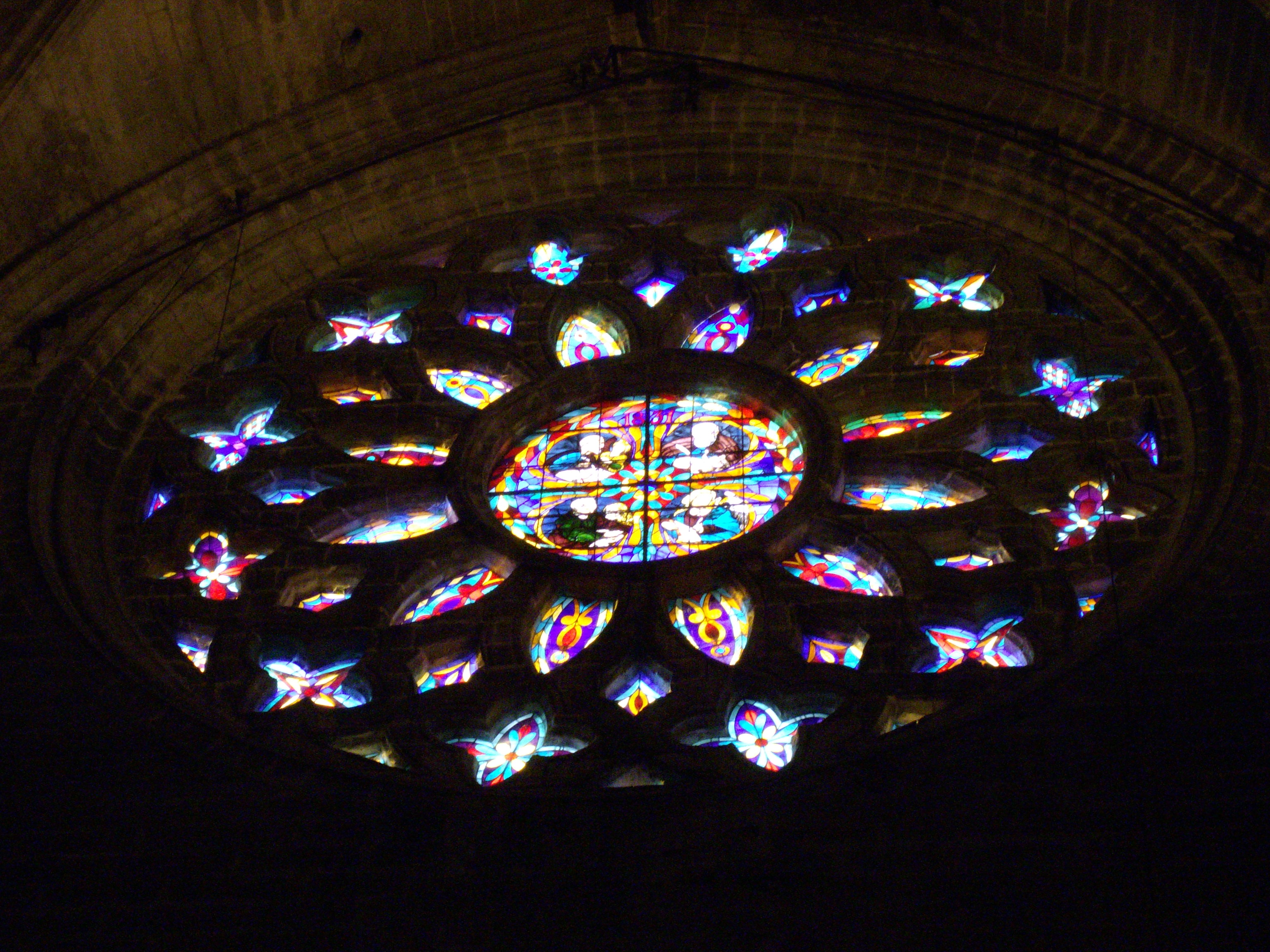
Вікно-троянда
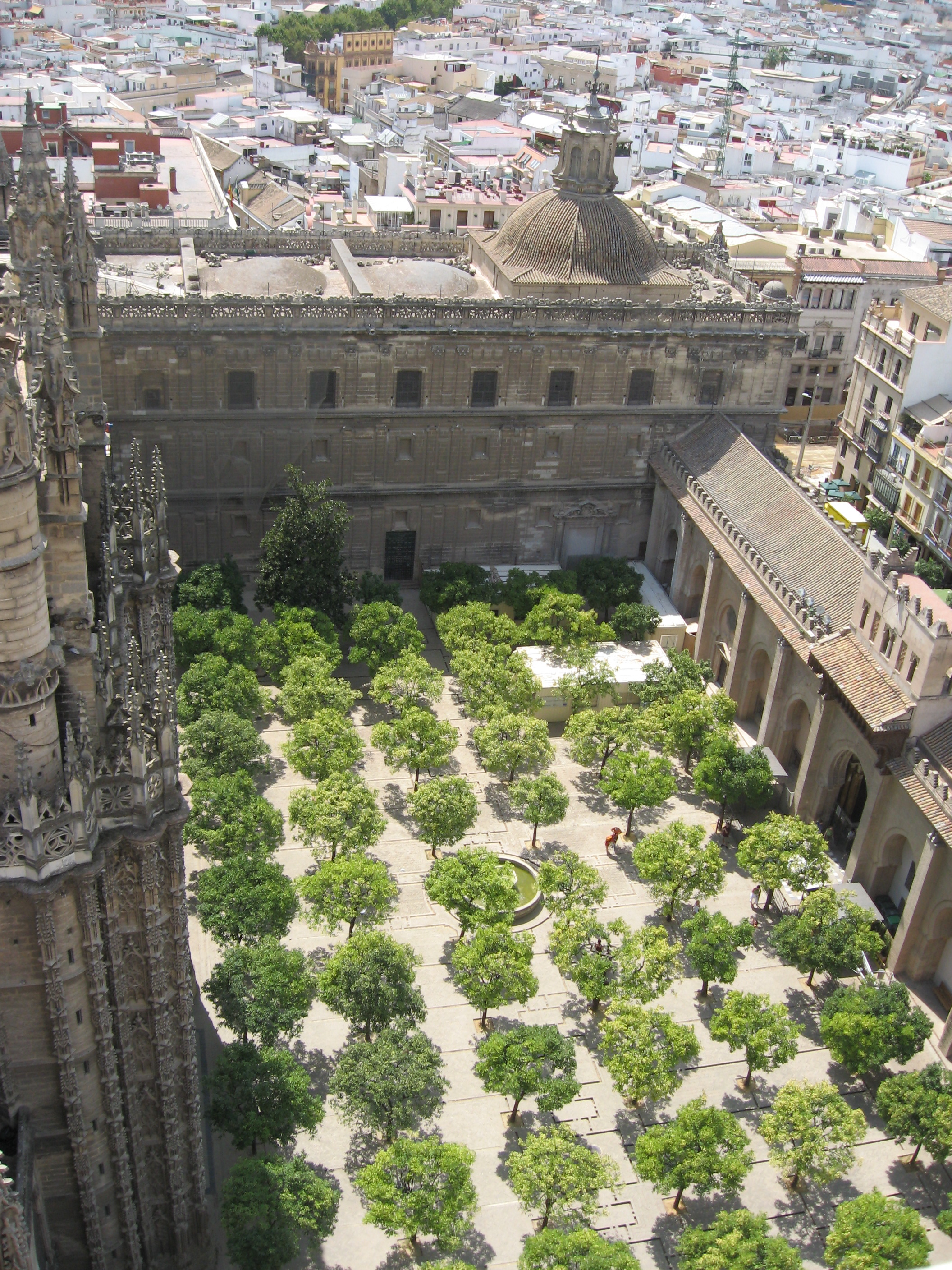
Помаранчевий дворик
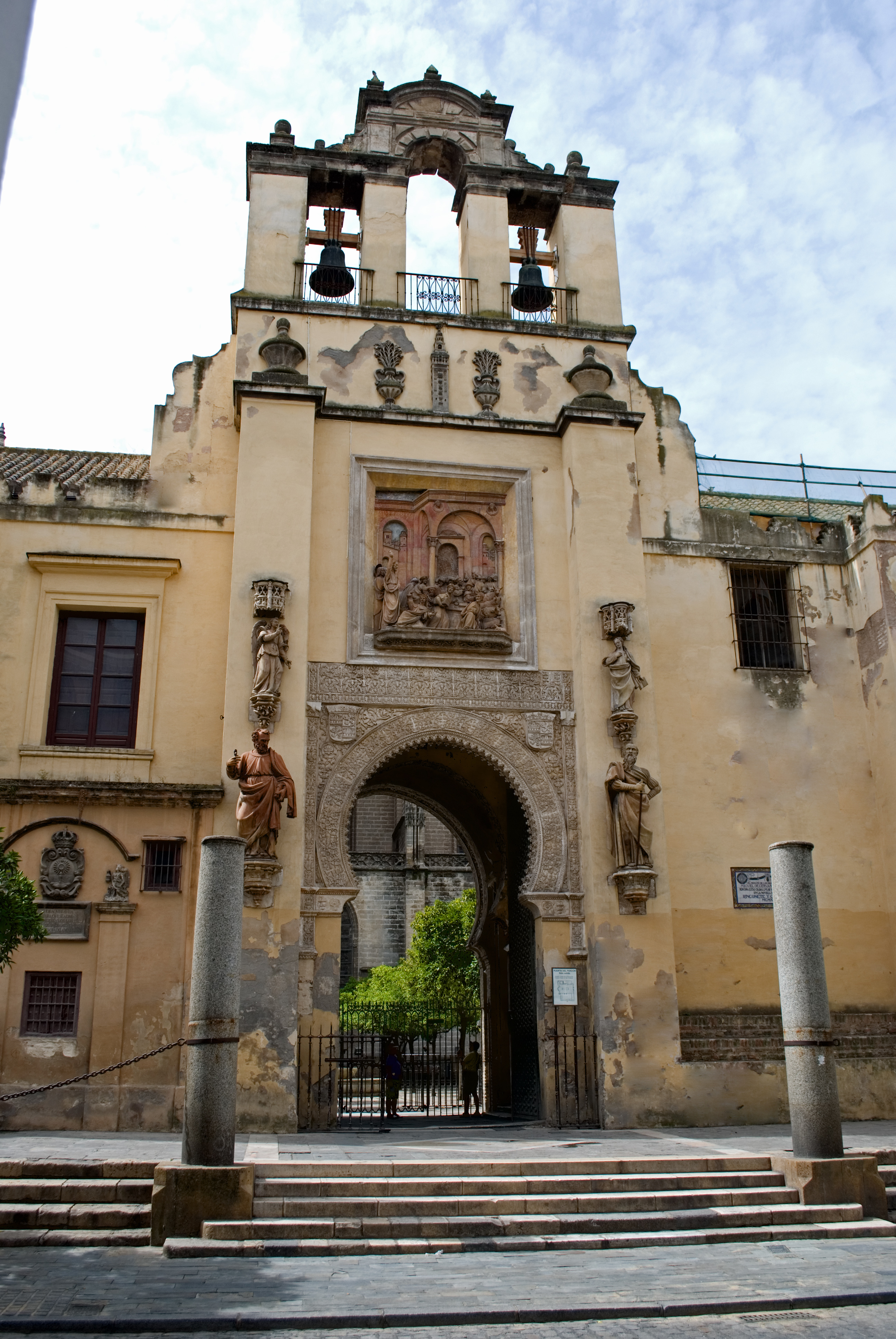
Двері Пробачення.

### Черговий довгобуд

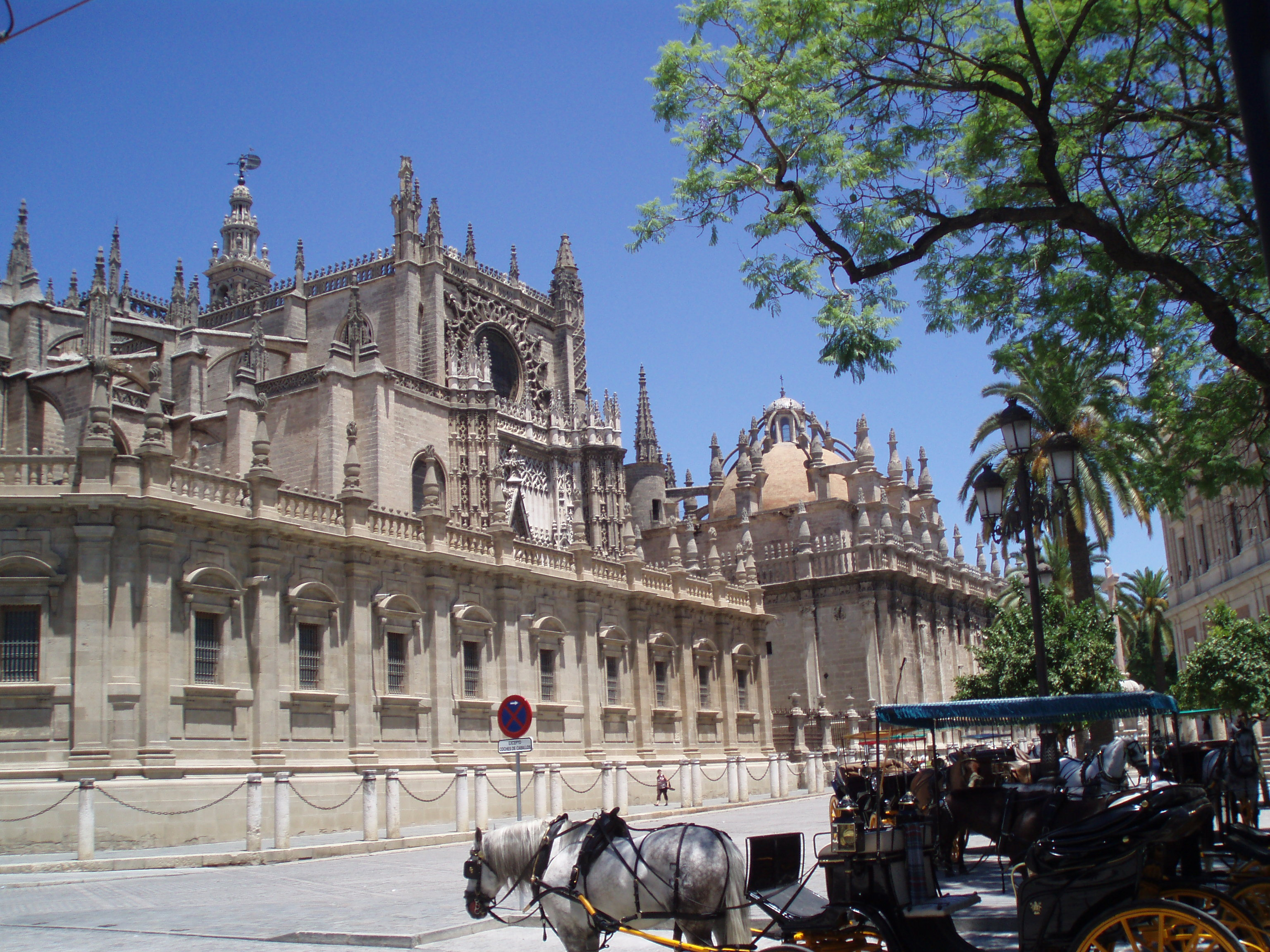

Іспанія залишалась конгломератом досить відокремлених одна від одної областей в час значної феодальної кризи, нестачі майстрів, кризи духовної та матеріальної. Ніщо не сприяло грандіозному будівництву собору. Він ставав черговим іспанським довгобудом. Тільки головні частини собору змогли вивести під дахи за 180 років.
Будівництво тривало з 1401  до 1519 року, а потім продовжилося. У 1511 році обвалився купол над середхрестям собору. Ренесансну деталь собору не відновили, а перебудували в пласке готичне склепіння, збережене дотепер (архітектор Хуан де Хіль де Онтаньон).
Головний фасад собору — наче б то західний. Він має звичні три портали, але скульптурні оздоби у XV столітті отримали тільки бокові портали. Центральний (Пуерта Майор) був недобудованим 300 років, завершили його тільки наприкінці XIX століття. Кожний з фасадів собору мав свій головний вхід і жоден з них не виконував ролі образного центру готичної споруди, як у зразків з Франції. Залишені на місці і фрагменти муру колишньої мечеті по вулиці Алеманес з оригінальною брамою маврів. Іспанці надбудували мавританську браму та прикрасили її скульптурою у  XVI столітті . Ця суміш різних архітектурних стилів брами отримала назву Двері Пробачення.

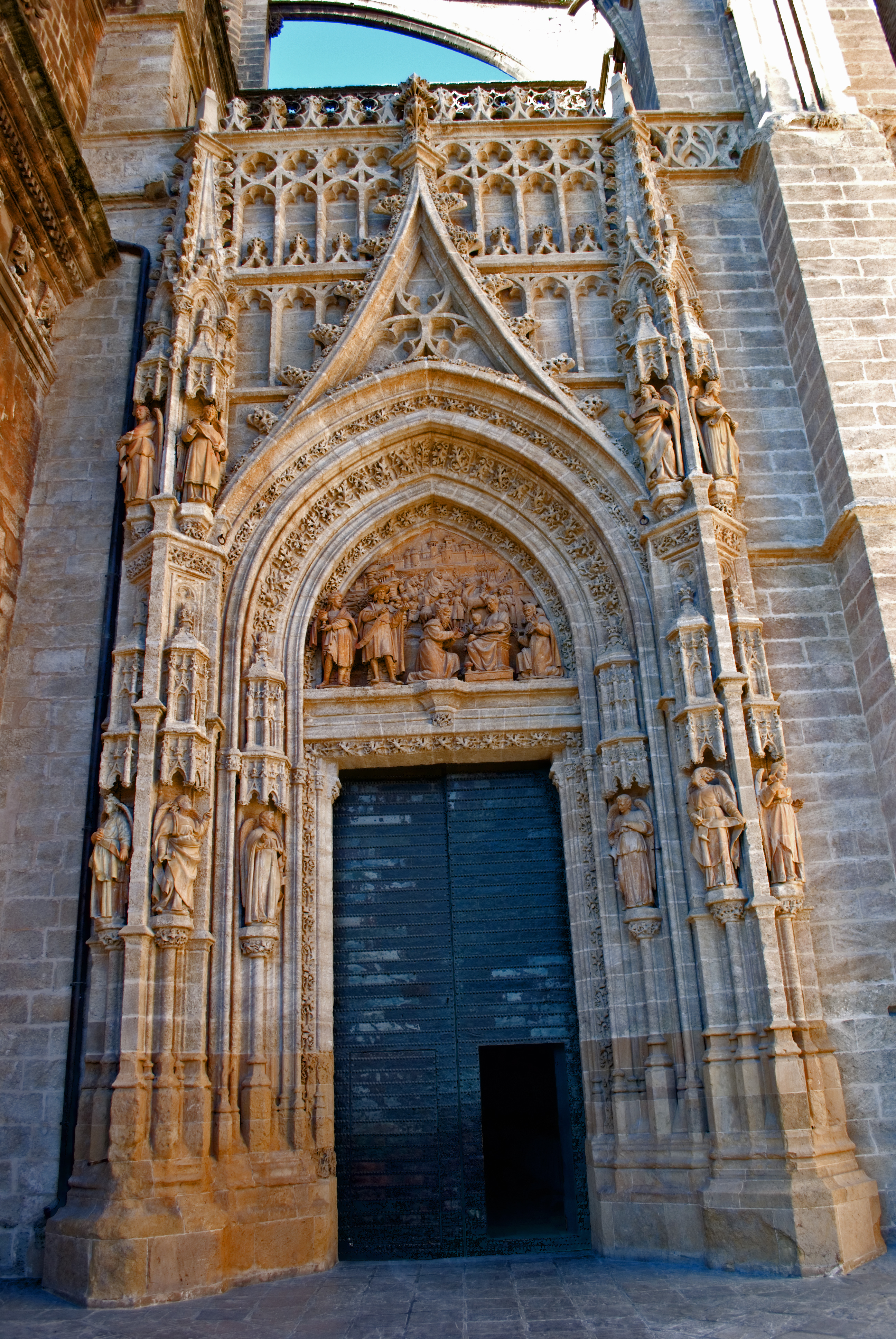
Східний фасад. Портал Пуерта де лос Палос, через який зазвичай входять до собору

До будівництва у 15-16 століттях залучили цілу армію місцевих та іноземних (німецьких, нідерландських, французьких) архітекторів, скульпторів та будівничих, серед яких —
- Алонсо Мартінес
- Хуан Норман
- Педро де Толедо
- Алонсо Родрігес
- Хуан Осеса
- Педро Мільян
- Лоренсо Меркаданте
- Хуан де Хіль де Онтаньон.

До цього переліку слід додати навмисне забуті імена арабських архітекторів та митців XIX століття, аби перелік творців собору був досить повним.

### Собор
За поземним планом — видовжений прямокутник 140 на 76 метрів без прибудов. Трансепт не виходить за межі плану і на фасадах підкреслений порталами. За межі плану виходить Королівська каплиця, побудована у 16 столітті. Центральна нава в соборі найширша (16 м), а її висота сягає 36 метрів, бічні нави нижчі на 10 метрів. Склепіння собору підтримують 40 могутніх кам'яних стовпів. За бічними нефами вздовж північної та південної сторін іде низка глибоких каплиць.

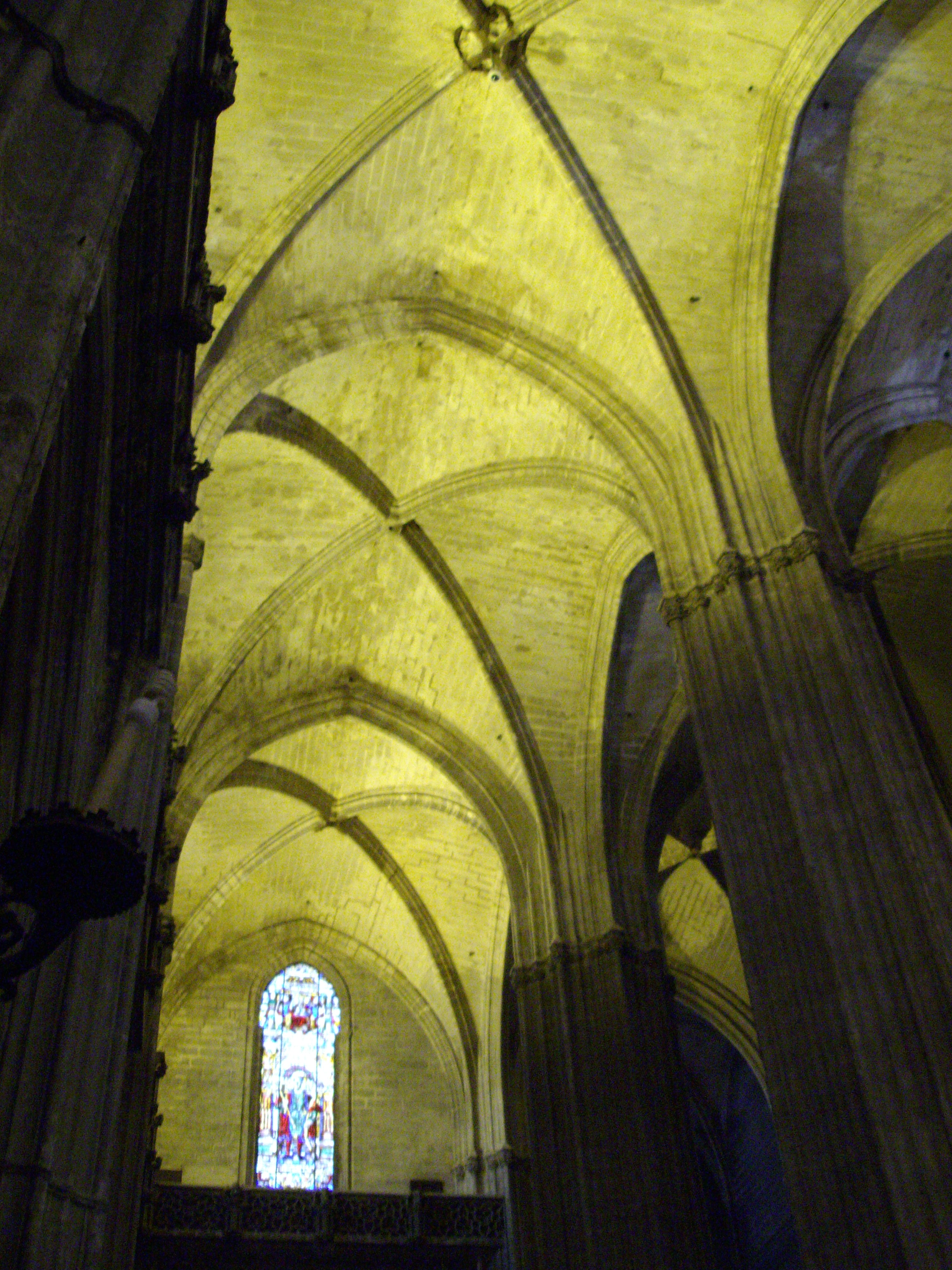
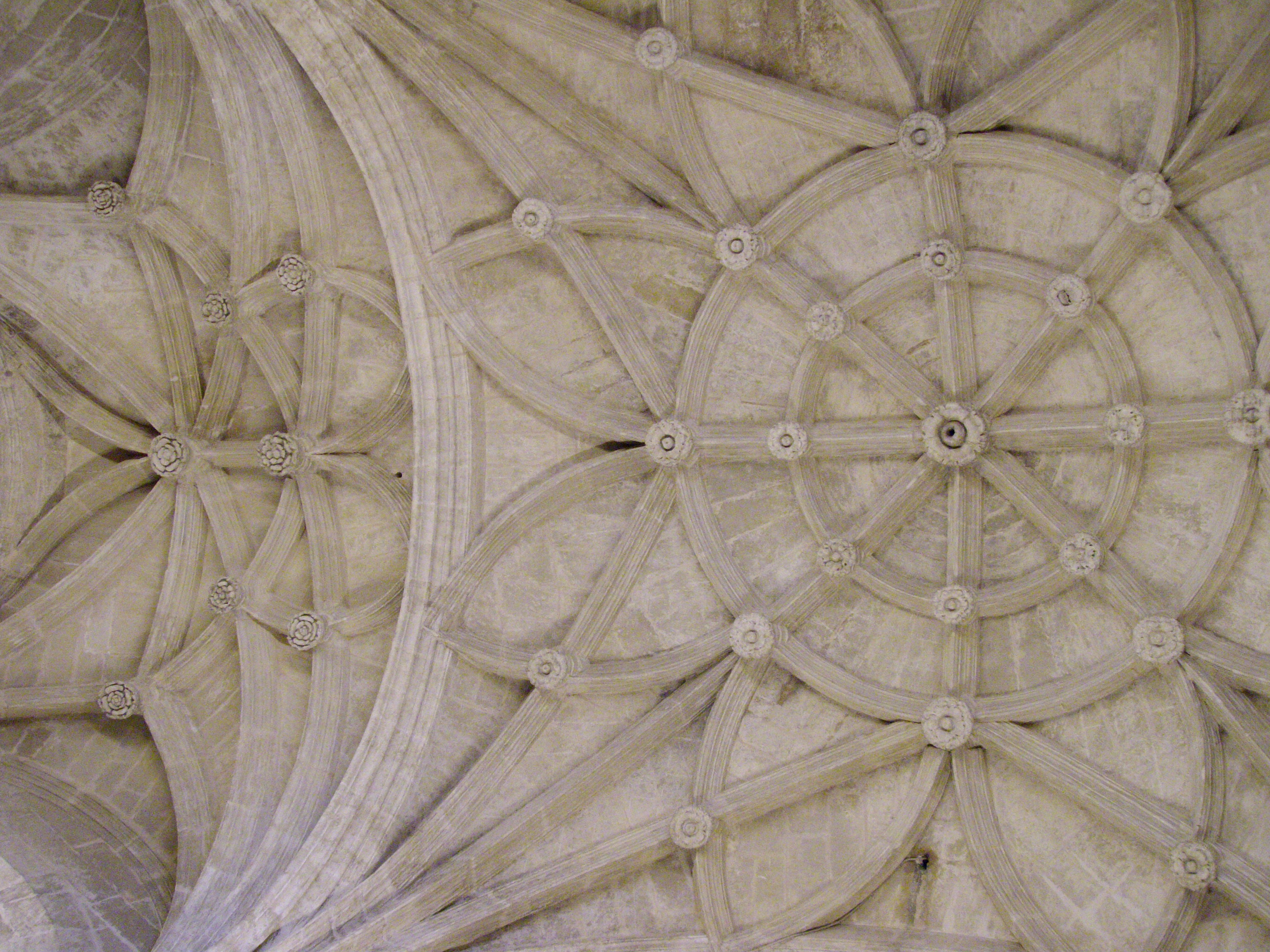
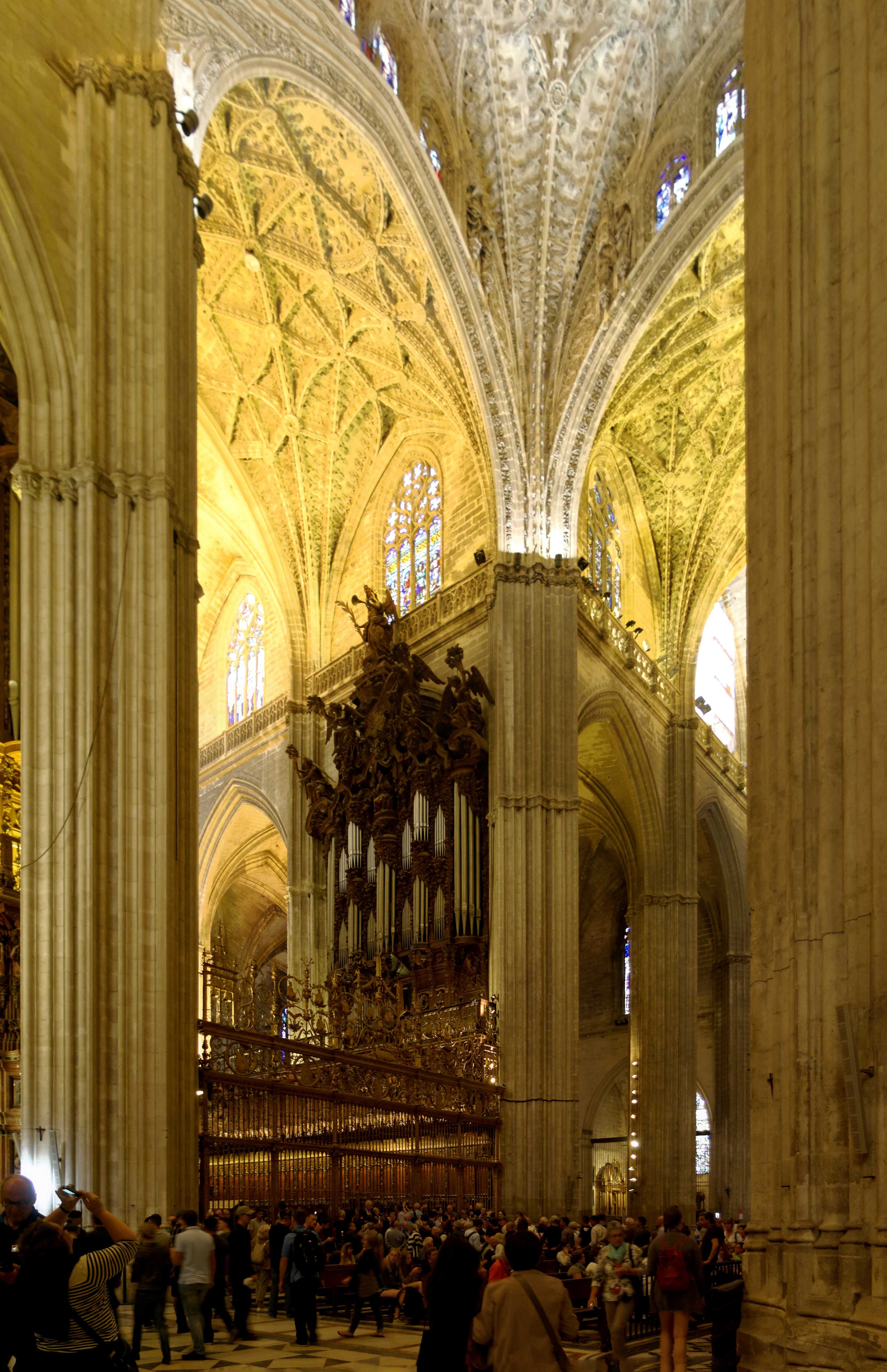
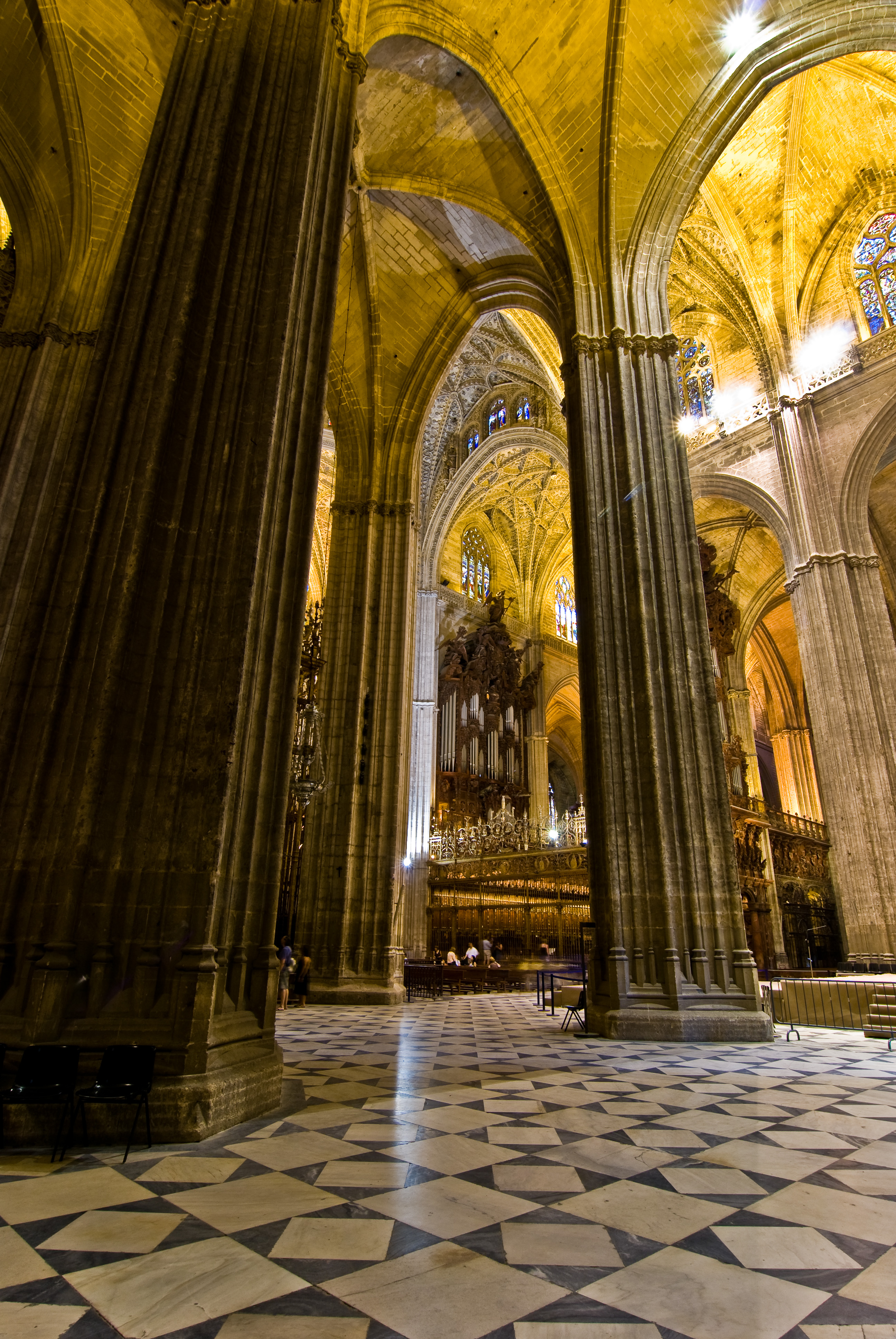

### Добудови і дари

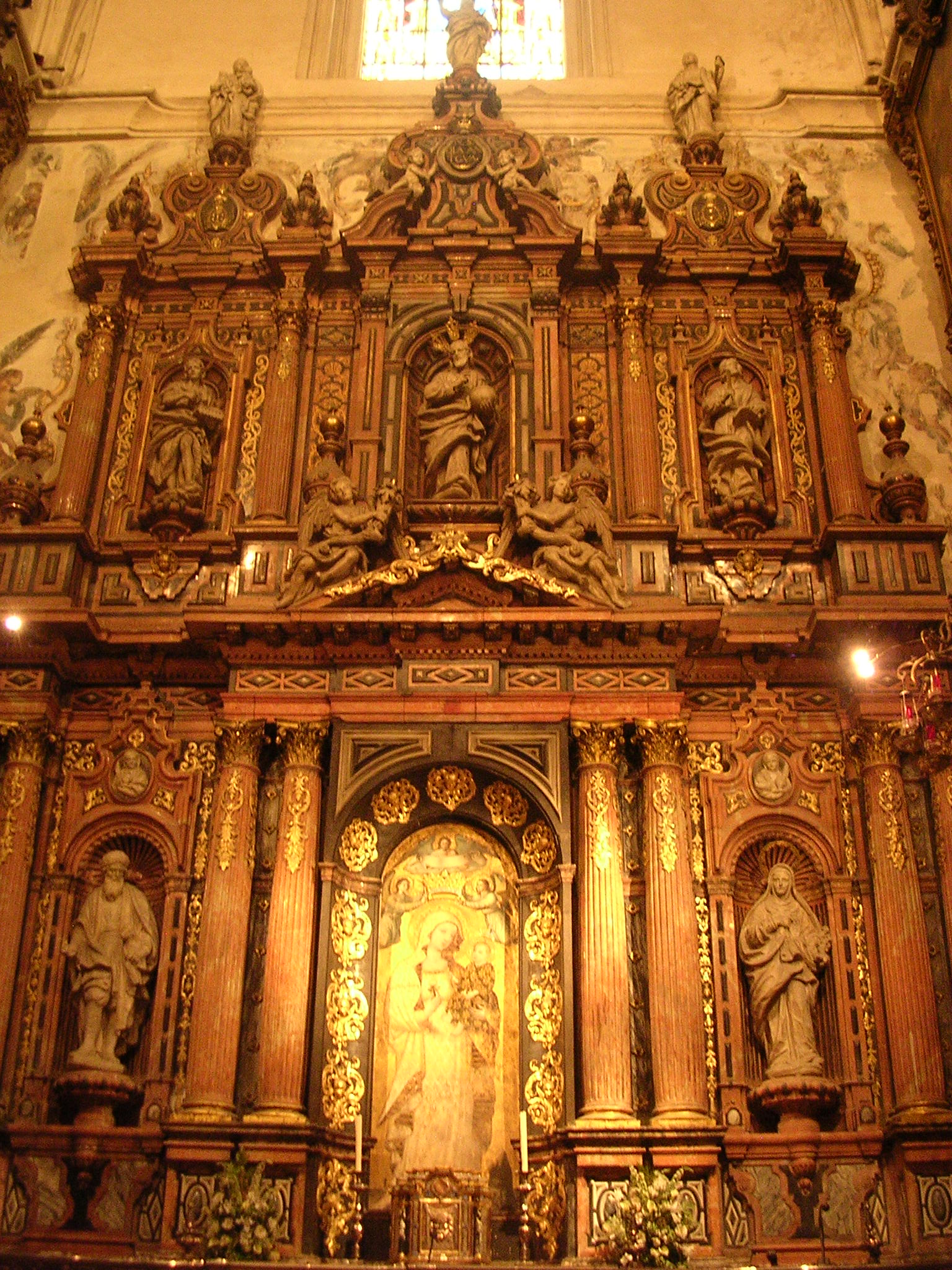
Бічний вівтар в стилі бароко

У 16 столітті почалися добудови собору без втручання у простір його інтер'єра: овальний зал капітули, головна сакристія, Королівська каплиця у 1551—1575 рр. Усі добудови вже витримані у формах іспанського Відродження, прихильниками якого були архітектори нових поколінь — * Мартин де Гіанса
- Дієго де Ріаньйо
- Асенсіо де Маеда
- Хуан де Мінхарес
- Дієго де Сілое.

У 16 столітті місто Севілья отримало монополію на колоніальну торгівлю з захопленими землями в Америці. Через Севілью потекли ріки коштовних товарів та золота. Це відбилося багатими дарами та внесками на будівництво катедрального собору, який почав наповнюватися церковним сріблом, скульптурами, свічниками та релікваріями, картинами, металевими огорожами з багатим візерунком і т. д. Собору дарували навіть зброю. Є тут і велика за розмірами фреска «Св. Христофор» (10 метрів), хоча фрески не мали значного поширення в Іспанії. Їх замінником став олійний живопис. Собор за століття прикрасили картинами митців, серед яких майже всі значні імена іспанського живопису — * Педро де Кампанья
- Алехо Фернандес
- Луїс де Варґас
- Франсіско де Сурбаран
- Алонсо Кано
- Бартоломео Естебан Мурільйо
- Хуан де Вальдес Леаль
- Франсіско Гойя

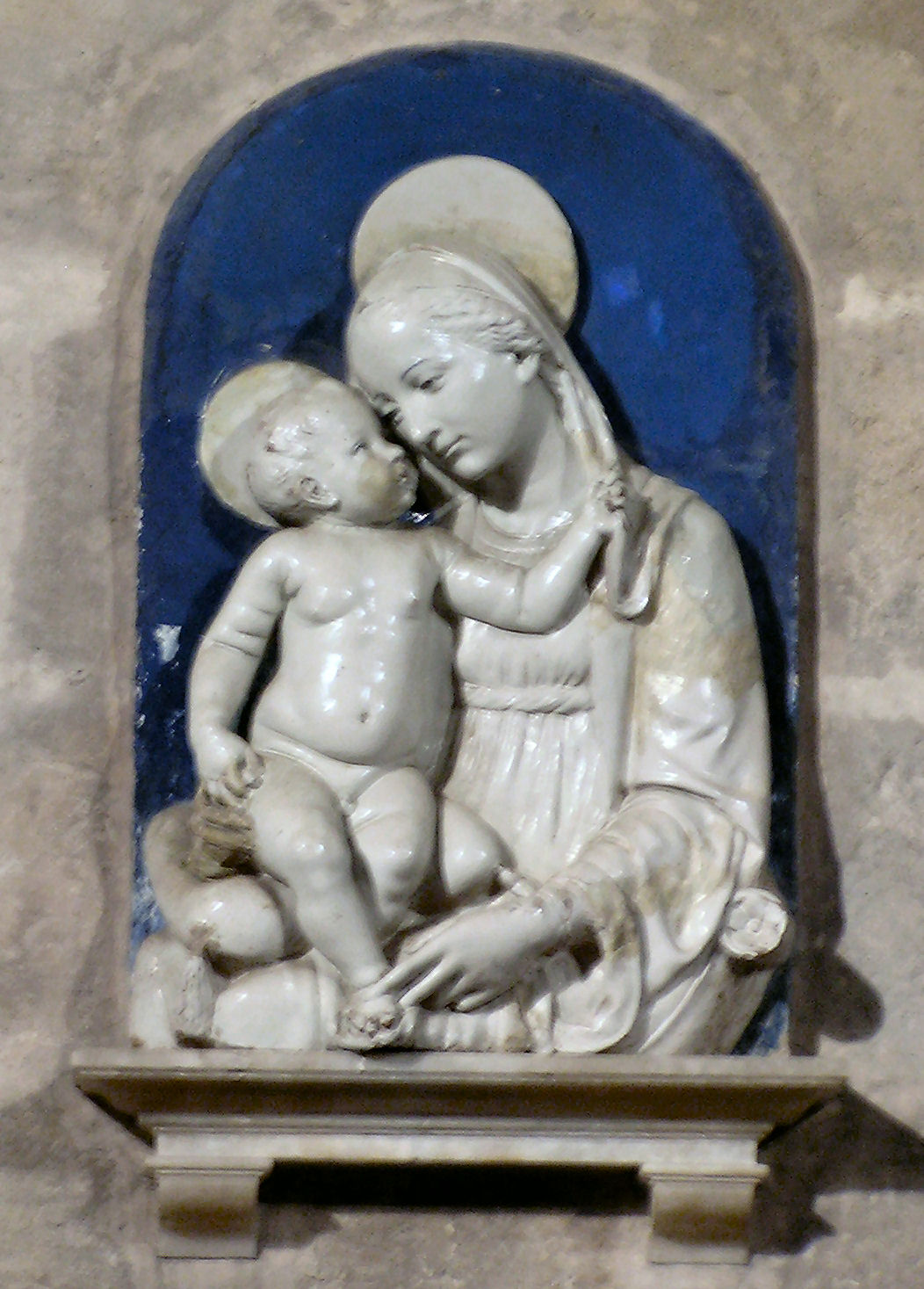
Майстерня делла Роббіа. Мадонна з немовлям
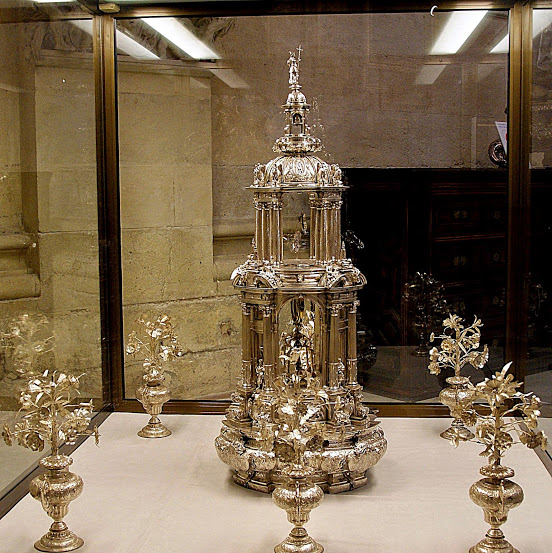
Кустодія, срібло, 16 ст.
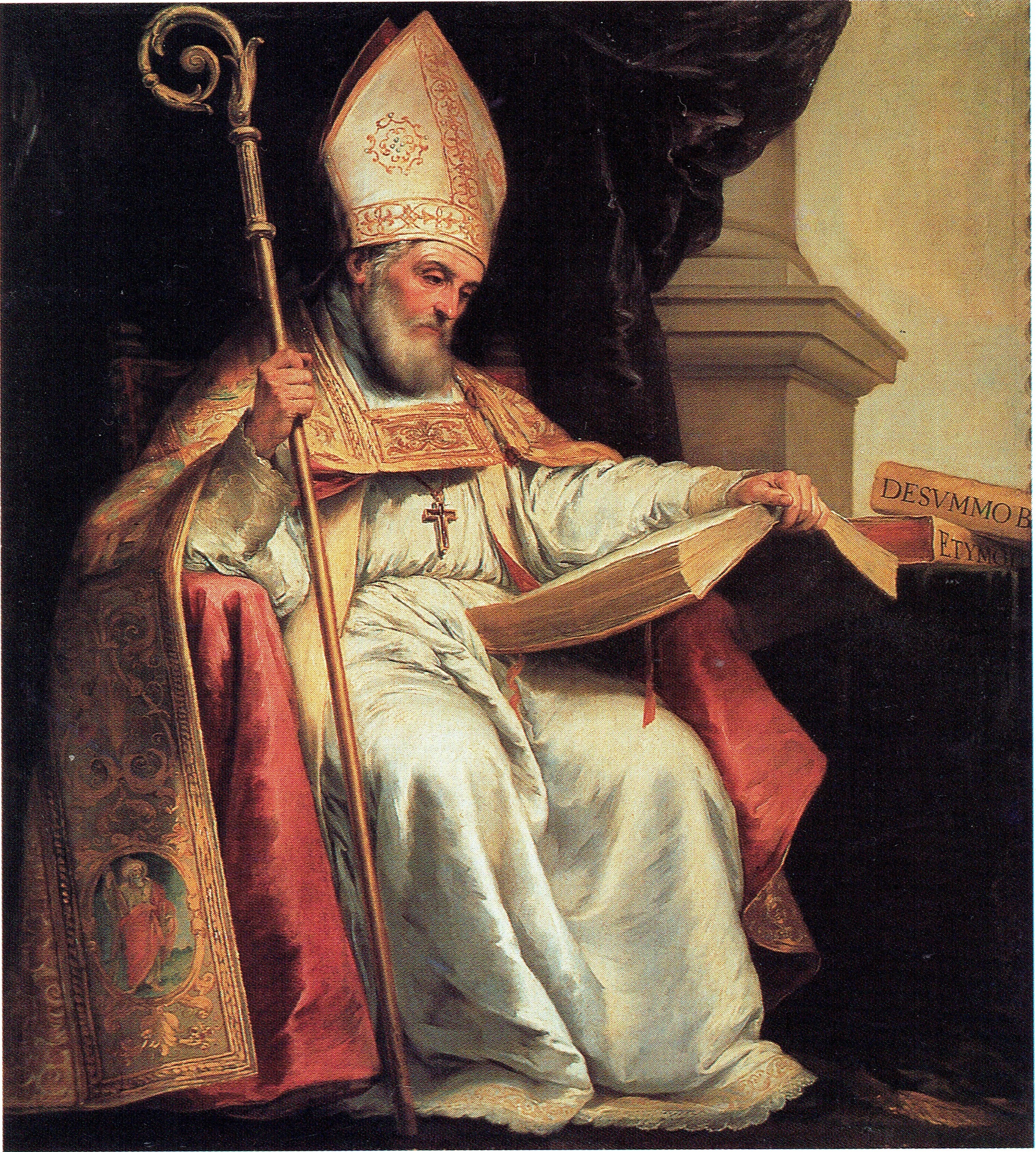
Бартоломео Естебан Мурільйо, Св. Ісідор Севільський, 1655
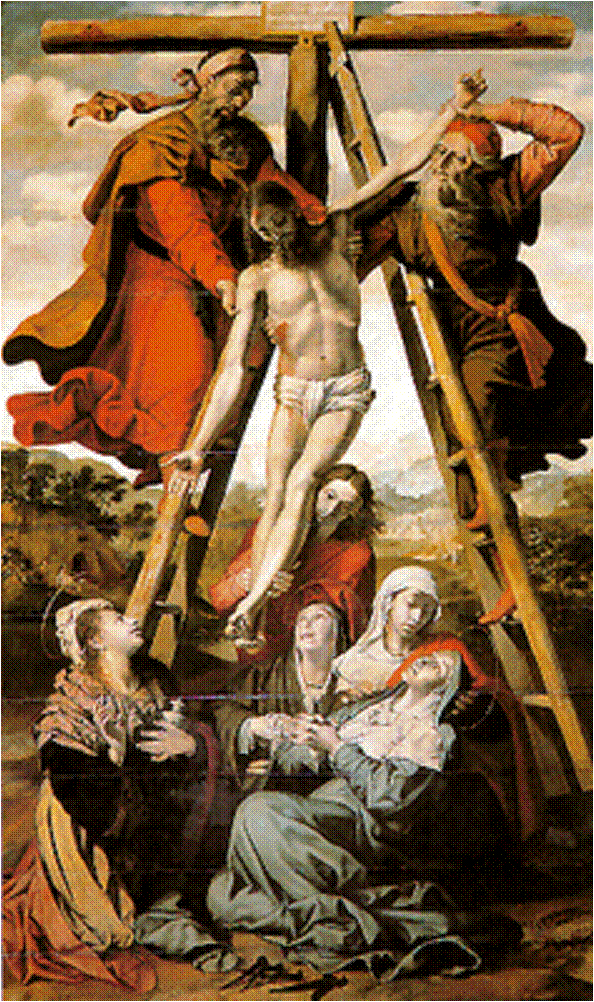
Педро де Кампанья. Зняття з хреста

## Меморіали в соборі

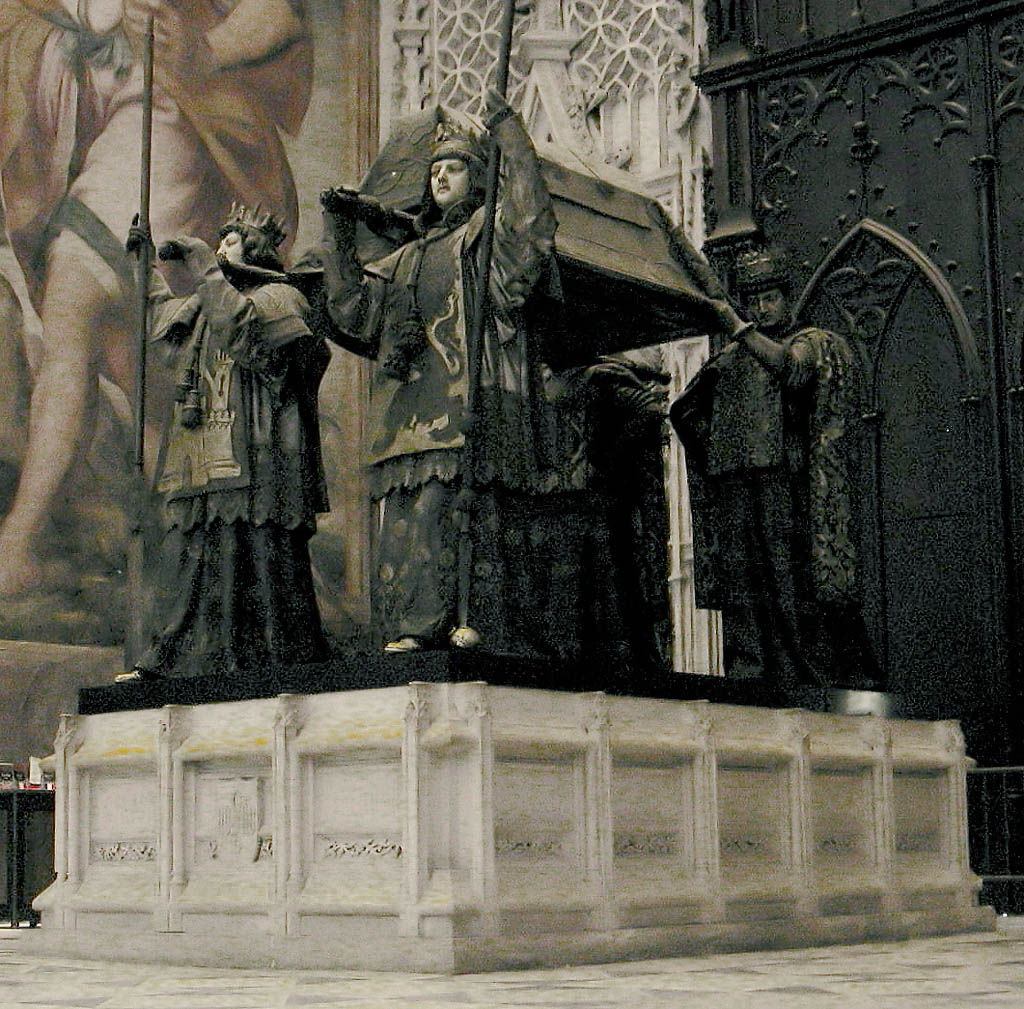
Кенотаф Колумба в соборі

Собор у Севільї швидко став усипальницею королів та князів церкви. Саме тут були поховані кастильські королі — Фердининд ІІІ Святий, Альфонс Х Мудрий, Педро І Жорстокий.
Серед багатих донаторів собору син Колумба — Ернан Колумб. Він передав храму значні коштовності та книги батька, для яких побудували окреме приміщення — Бібліотеку Коломбіна. Поховання Ернана Колумба — в головній наві собору.
У 1899 р. з Гавани в Севілью вивезли прах самого Христофора Колумба. Пишне поховання у вигляді скульптур поховальної ходи створив іспанський скульптор 19 ст. Артуро Меліда і Алінарі в стилі історизму.

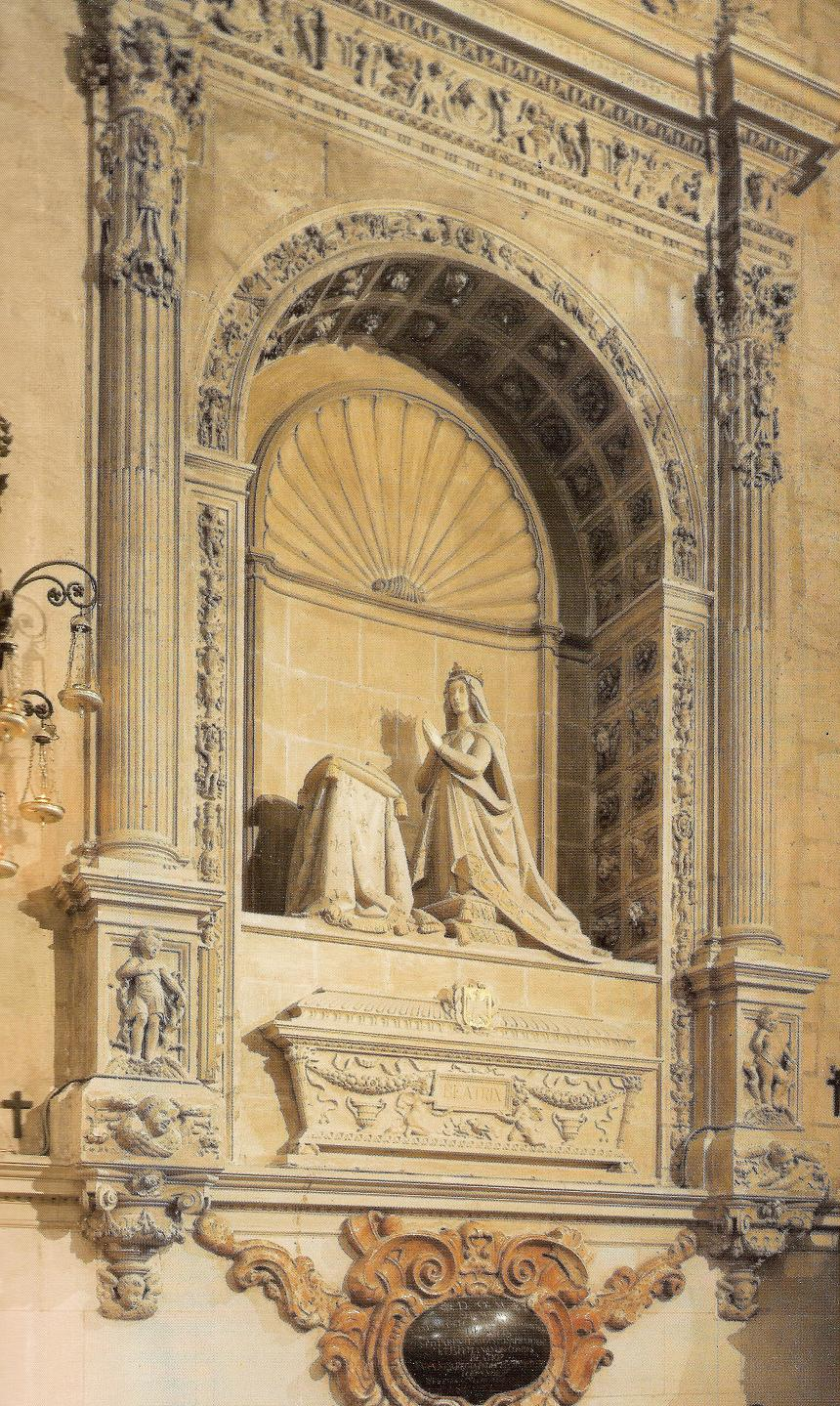
Королева Беатріс, мати Фернандо ІІІ
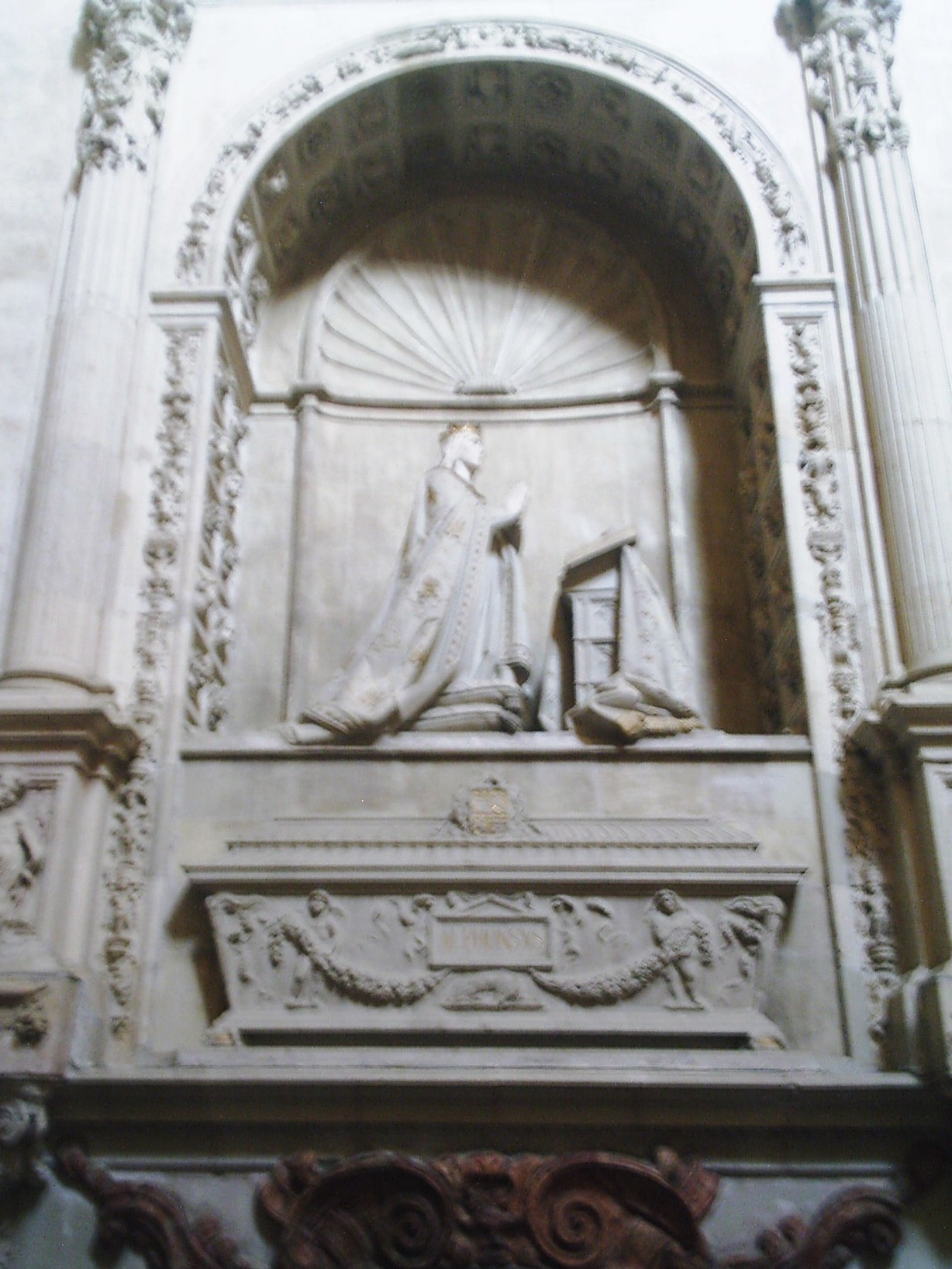
Альфонс Х Мудрий
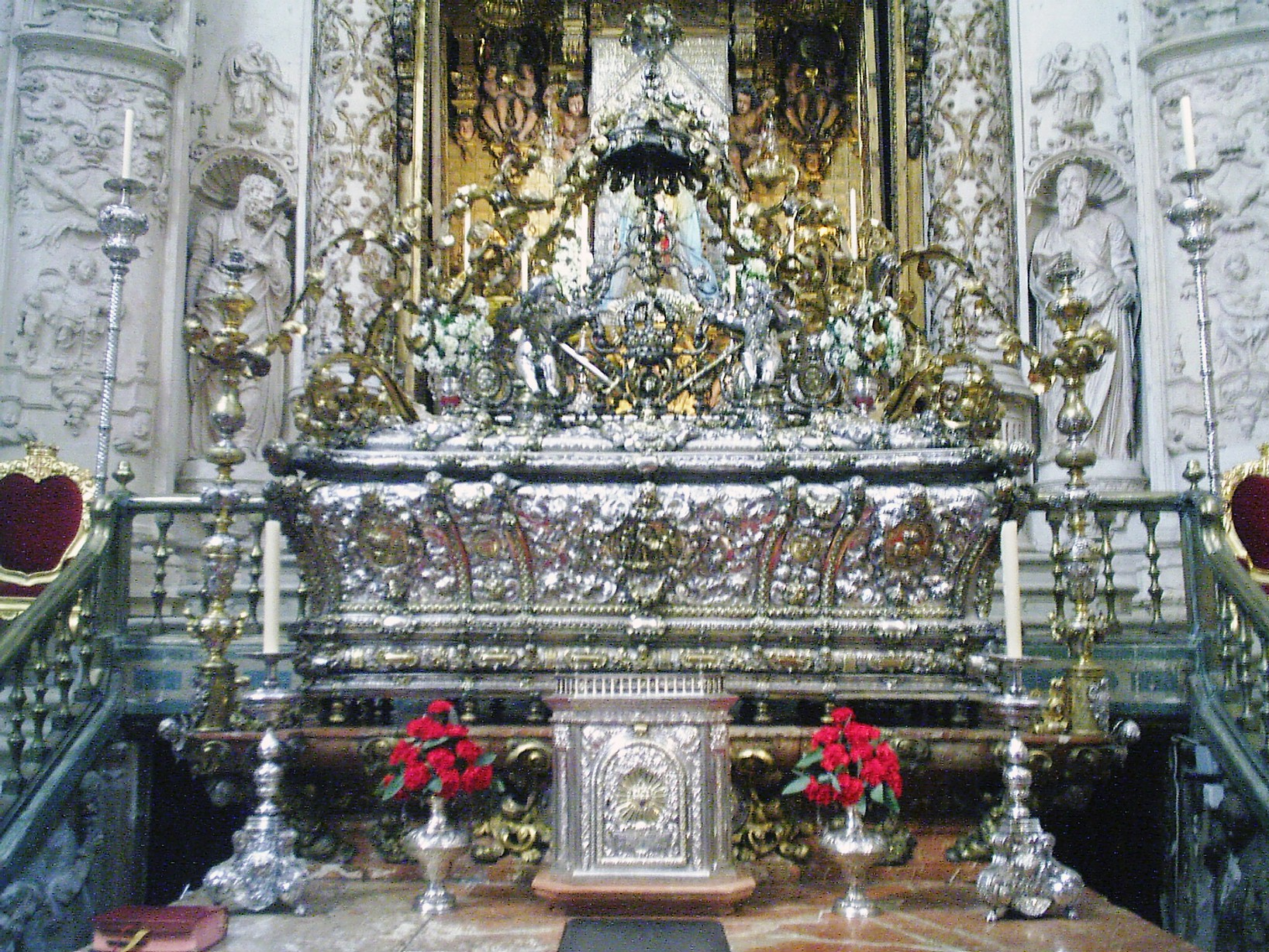
Фердинанд ІІІ Святий
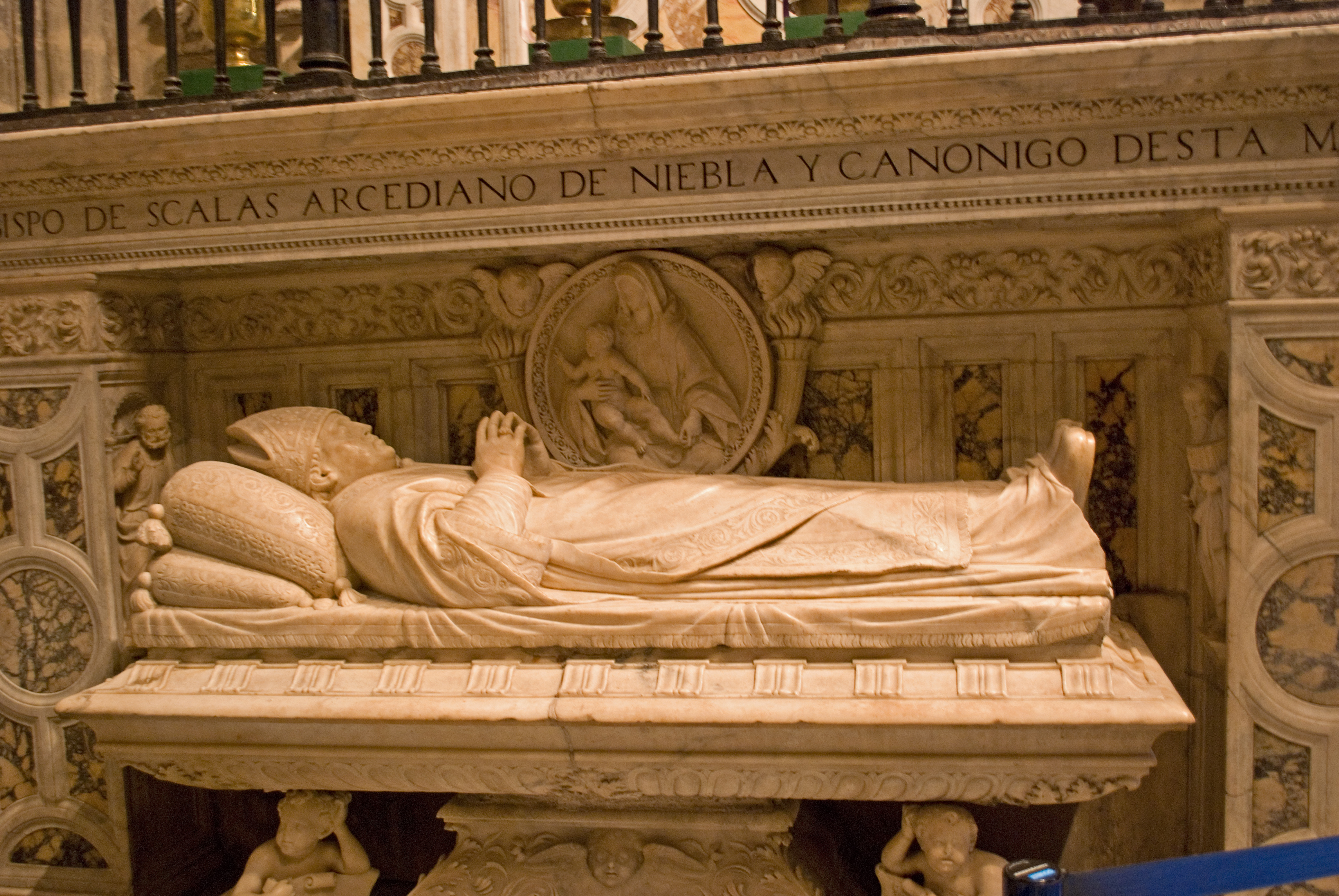
Каплиця Скалас.

## Центр міського життя

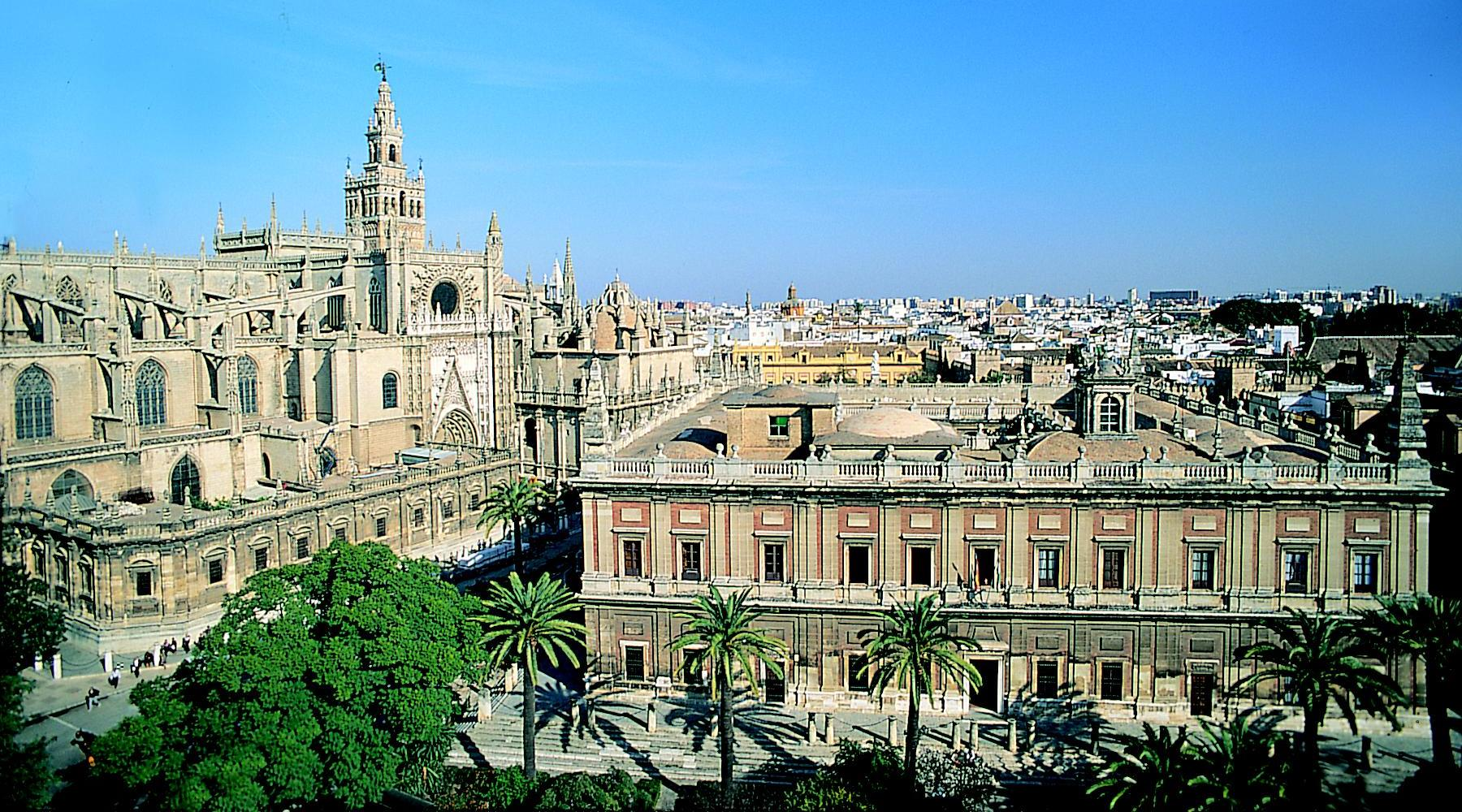
Собор та Архів Індій

Севільський катедральний собор швидко став центором міського життя, часто далекого від життя церковного та релігійного. Адже портова Севілья швидко стала кримінальним центром з притонами і повіями, ігорними будинками, злочинними угрупованнями, власною армією жебраків та бідноти. За словами письменника Матео Алемана, Севілья була містом — матір'ю усіх сиріт, де мало правди, мало сорому, мало Божого страху і втричі за це менше чесності. Королівська тюрма Севільї була перевантажена злочинцями усіх рангів. Драматична реальність Севільї неодноразово знайшла сатиричне відтворення в іспанській літературі та відгуках сучасників.
Стара каплиця Антигуа в соборі отримала відомість в суспільстві Севільї як місце побачень кабальєро з дамами легкої поведінки. На зовнішній огороженій галереї собору утворили місце найму слуг та служниць, місце побачень та прогулянок, тут шукали новин та нових пліток. Збирались тут і купці та місцеві бізнесмени, шукали ділових партнерів. Якщо негода псувала спілкування, його переносили в сам собор, де гомін нахабного товариства перекривав Божу службу. Роздратований галасом,архієпископ Севільї звернувся до короля з клопотанням вибудувати для підприємців окреме приміщення. Так біля собору у 1582 р. побудували біржу. Потім поряд постала Ратуша. А в 18 столітті частину приміщень біржі віддали під архівний заклад американських колоній — Архів Індій.
У 1981 р. Севільський катедральний собор отримав статус Всесвітнього надбання ЮНЕСКО.